# Crossodactylodes
Crossodactylodes is een geslacht van kikkers uit de familie fluitkikkers (Leptodactylidae). De groep werd voor het eerst wetenschappelijk beschreven door Cochran in 1938. Doordat het geslacht lange tijd tot de familie Cycloramphidae werd gerekend is de literatuur niet altijd eenduidig.
Er zijn vijf verschillende soorten, inclusief de pas in 2013 beschreven soorten Crossodactylodes itambe en Crossodactylodes septentrionalis.
Alle soorten komen voor in delen van Zuid-Amerika zijn endemisch in Brazilië.

## Soorten
Geslacht Crossodactylodes
- Soort Crossodactylodes bokermanni
- Soort Crossodactylodes itambe
- Soort Crossodactylodes izecksohni
- Soort Crossodactylodes pintoi
- Soort Crossodactylodes septentrionalis

Onderfamilie Leiuperinae

Edalorhina · Engystomops · Physalaemus · Pleurodema ·  Pseudopaludicola

Onderfamilie Leptodactylinae

Adenomera · Hydrolaetare · Leptodactylus · Lithodytes

Onderfamilie Paratelmatobiinae

Crossodactylodes · Paratelmatobius · Rupirana · Scythrophrys